# Porn studies
Porn studies je anglický termín popisující poměrně mladou mezioborovou vědní a studijní disciplínu, jejímž středem zájmu je pornografie. Zkoumá mimo jiné systémy pornografické produkce, textuální podobu porna, příčiny a možné způsoby jeho recepce. Zapadá do společnosti mediálních studií, kulturologie, genderových studií a dalších vědních disciplín.
Michal Bočák uvádí rostoucí zájem a význam akademického studia porna také v souvislosti s tzv. pornografizací kultury, kdy dochází nejen k jeho pronikání do jiných mediálních žánrů (reklama, hudební klipy), ale i k ovlivňování mnoha jiných sociálních prostředí (oblečení a pohyby na diskotékách, amatérská videa, sexuální projevy). Jonathan Lillie hovoří o tzv. post-pornografické éře jako o „technologické a diskurzivní éře, v níž definice pornografie expandovala za hranice vlastní deskriptivní koherence“. Porn studies tak mimo jiné kladou otázku, jaký (by) byl sex bez porna.
Mezi výrazné osobnosti v oboru patří Linda Williamsová, profesorka filmové vědy a rétoriky Kalifornské univerzity v Berkeley, autorka či editorka knih Hard Core: Power, Pleasure, and the „Frenzy of the Visible“ (1989), Porn Studies (2004) a Screening Sex (2008).
Britské profesorky Feona Attwoodová z Middlesex University v Londýně a Clarissa Smithová z University of Sunderland přišly v roce 2013 se záměrem vydávat akademický recenzovaný časopis Porn Studies zaměřený na reprezentaci lidské sexuality, což vyvolalo řadu polemik.